# Kultura Wietenberg

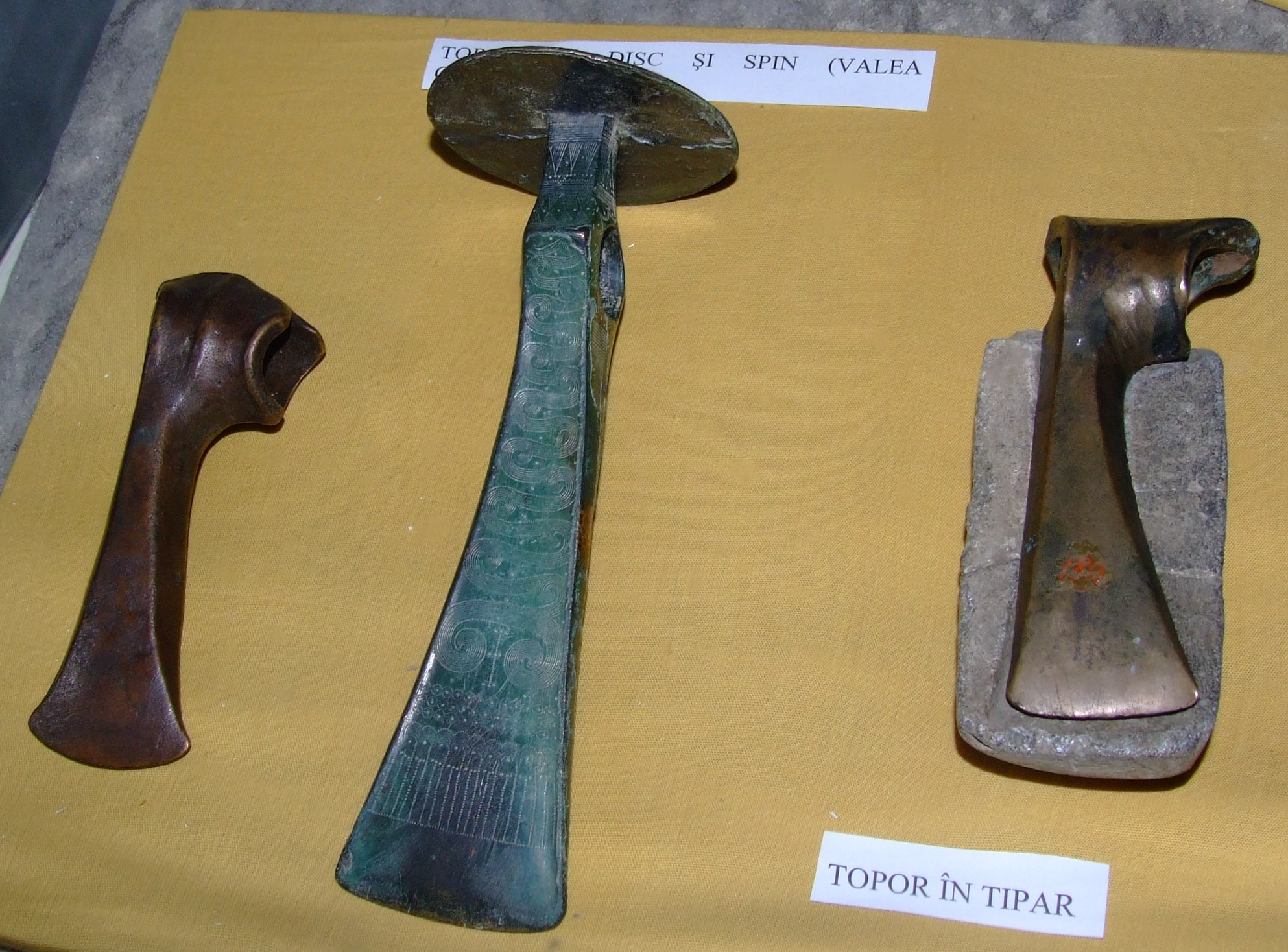
Artefakty kultury Wietenberg

Kultura Wietenberg – kultura archeologiczna epoki brązu. Jej nazwa pochodzi od eponimicznego stanowiska w miejscowości Wietenberg w Siedmiogrodzie.

## Geneza
Genezę omawianej kultury upatruje się w kulturach Vučedol-Zók i Coțofeni. Grupy ludności obu tych kultur miały się wymieszać, wskutek czego powstała nowa jednostka taksonomiczna, nazywana przez nas kulturą Wietenberg.

## Chronologia i obszar występowania
Kultura Wietenberg rozwijała się od brązu A po brąz D według podziału chronologicznego dokonanego przez Paula Reineckego. Okres ten przypada więc na lata 2200-1200 p.n.e. W jej rozwoju wyróżnia się trzy zasadnicze fazy. Zajmowała ona teren Siedmiogrodu.

## Gospodarka
Ludność kultury Wietenberg zajmowała się głównie hodowlą, ale spore znaczenie miało również górnictwo i metalurgia oraz handel, co doprowadziło do znacznego wzbogacenia się części ludności (elitaryzm). Utrzymywano kontakty handlowe z obszarami położonymi nad Morzem Egejskim oraz z Bałkanami.

## Osadnictwo i budownictwo
Wśród osiedli kultury Wietenberg wyróżniają się położone w górach osady obronne fortyfikowane lub położone w miejscach o naturalnych walorach obronnych. Przypuszcza się, że były one zamieszkiwane przez arystokrację plemienną, tworzoną przez wojowników. Ponadto z obszarów zajętych przez kulturę Wietenberg znane jest także osadnictwo jaskiniowe.

## Obrządek pogrzebowy

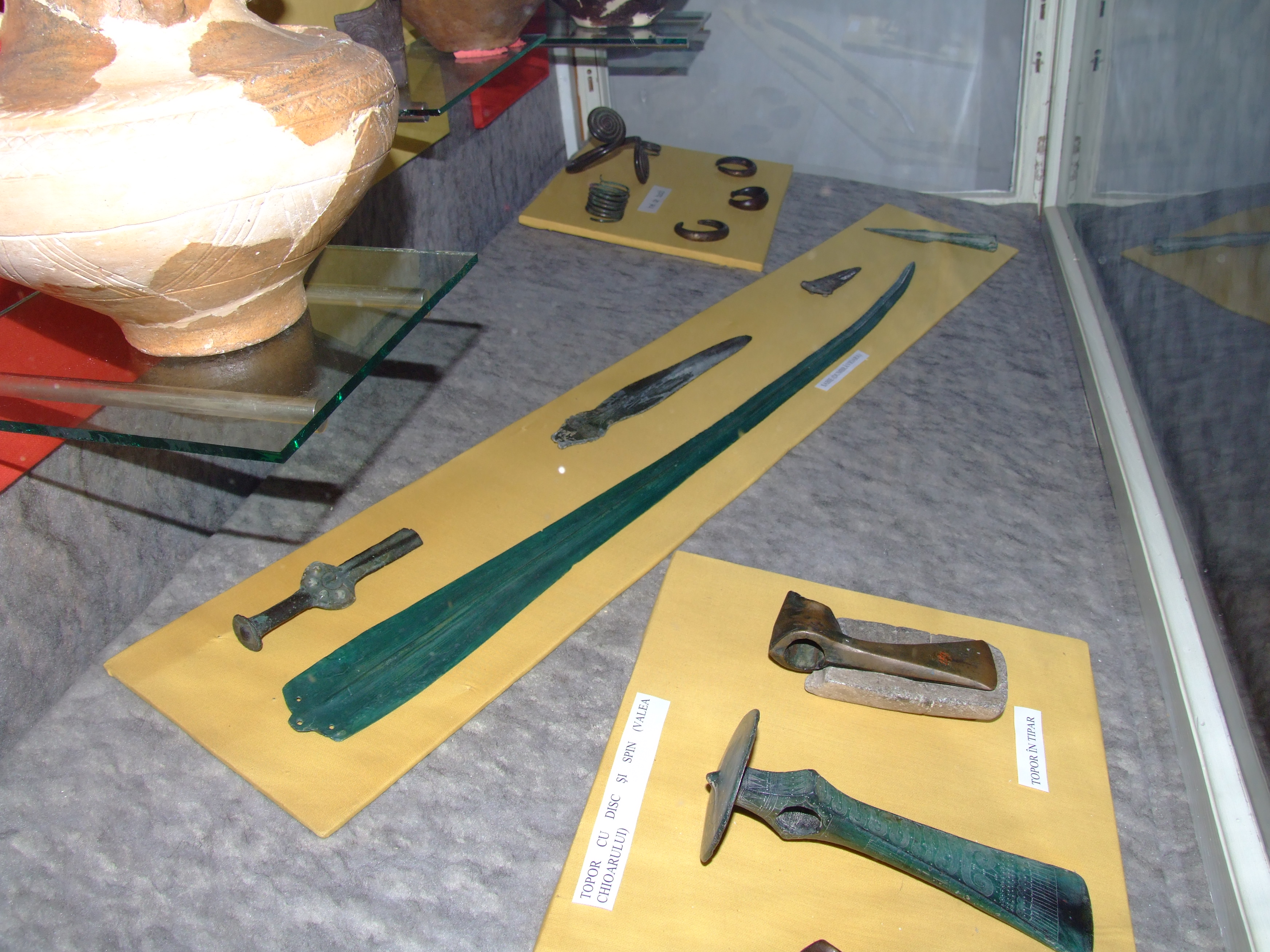
Artefakty kultury Wietenberg (w centrum miecz pochodzenia egejskiego).

Cmentarzyska kultury Wietenberg są o wiele rzadziej spotykane od osad. Pochówki omawianej jednostki kulturowej znajdowane na cmentarzyskach są ciałopalne popielnicowe ale spotyka się także pochówki w obrządku szkieletowym w obrębie osiedli.

## Inwentarz
Ceramika omawianej jednostki kulturowej jest bogato zdobiona ornamentem geometrycznym z wykorzystaniem spiral i kół współśrodkowych. Stosowano również inkrustację naczyń. Stosunkowo licznie występują skarby wyrobów brązowych. Charakterystyczną bronią spotykaną w inwentarzu kultury Wietenberg, wykonywaną z brązu, są miecze, rapiery pochodzenia egejskiego, a w inwentarzu występują także zdobione czekany, siekierki, topory, sztylety, a wśród innych wyrobów naramienniki z tarczkami spiralnymi, wyroby z drutu brązowego i różne ozdoby.

## Zanik
Kultura Wietenberg zaniknęła w okresie epoki brązu D, kiedy to na teren Siedmiogrodu zaczęła napierać ludność kultury Noua.